# 北國フィナンシャルホールディングス
株式会社北國フィナンシャルホールディングス（英: Hokkoku Financial Holdings, Inc.）は、北國銀行グループを統括する日本の金融持株会社。略称は北國FHD。

## 概要
2021年10月1日に北國銀行の単独株式移転により設立された。また、当社の設立に際しグループ内再編として、北國銀行が有する連結子会社株式を当社に移管し直接出資の子会社とした。

## 地方銀行への出資
2023年頃、北国FHDが投資子会社のQRインベストメントを通じて、同業地銀の株式を突如取得したことが報じられた。取得先と保有比率は、岩手銀行（4.00％）、琉球銀行（3.07％）、武蔵野銀行（2.72％）、宮崎銀行（約1.5％）、山梨中央銀行（約1％）、福井銀行（約1％）である。北国FHDは出資の狙いについて、北国FHDの強みであるデジタル対応のノウハウを出資先と共有して連携することで企業価値の向上を図る「純投資」とした。株式の取得の際、一部の銀行とは事前に友好的な対話を重ねて出資の理解を得たが、事後報告となった銀行もあり、北国FHDによる出資に明確な不快感・拒否感を示した銀行もあった。不快感・拒否感を示した理由には、資本を通じた上下関係を築かれ、企業価値向上を名目に何を求められるのか不明といった警戒があった。

## 沿革
- 2021年（令和3年）10月1日 - 北國銀行の単独株式移転により設立。

## グループ会社
- 株式会社北國銀行
- 北国総合リース株式会社
- 株式会社北国クレジットサービス
- 北国保証サービス株式会社
- 北國マネジメント株式会社
- 北國債権回収株式会社
- 株式会社デジタルバリュー
- 株式会社CCイノベーション
- 株式会社QRインベストメント
- 株式会社FDアドバイザリー